# 噬罪者
《噬罪者》是一部於2019年播出的台灣電視劇集，由公共電視製作。莊凱勛、夏于喬擔任男女主角，劇集改編自楊念純的作品《越界》，《越界》在2014年獲得中華民國文化部舉辦的第五屆電視節目劇本創作獎佳作，故事描述因為殺人而被判刑的主角在假釋出獄後為家人和前女友的生活帶來的變化，藉此探討過去犯下錯誤的人該如何釋懷並繼續向前行。

## 製作

### 選角
男主角王翔是因為殺人而被判刑後出獄的更生人，由莊凱勛飾演。莊凱勛表示為了要避免戲劇性的表現方式，他從YouTube上找了真實的訪談影片當作參考。
女主角沈雯青由夏于喬飾演，她是跑公益線的新聞記者，和隆宸翰飾演的角色是論及婚嫁的情侶，但在前男友王翔相遇後，她的生活有了改變。
曹晏豪飾演王翔的弟弟王杰，和林子熙飾演的角色是情侶。他在劇中有幾場需要以頭撞壁的演出，因此讓額頭腫了起來，另外他還與蔡淑臻有親熱戲碼。
隆宸翰飾演沈雯青的男友，是一個反應快、直來直往的角色，隆宸翰因為自認角色和自己的個性差異很大，便經常以個性直接的魏如萱為參考對象。

### 拍攝
因為故事的氣氛比較壓抑，使得莊凱勛與夏于喬在拍戲空檔都會講幹話紓壓。
劇組在2018年10月舉辦殺青酒會。

## 播出時間
| 频道         | 所在地 | 首播日期       | 播出時間           |
| ------------ | ------ | -------------- | ------------------ |
| 公視主頻     | 臺灣   | 2019年6月8日   | 每週六 21:00       |
| Netflix      | 臺灣   | 2019年6月8日   | 每週六 21:00       |
| 公視+        | 臺灣   | 2019年6月8日   | 每週六 21:00       |
| 愛奇藝台灣站 | 臺灣   | 2019年6月8日   | 每週六 21:00       |
| FriDay影音   | 臺灣   | 2019年6月8日   | 每週六 21:00       |
| LINE TV      | 臺灣   | 2019年6月8日   | 每週六 21:00       |
| myVideo      | 臺灣   | 2019年6月14日  | 隔週五 12:00上架   |
| KKTV         | 臺灣   | 2019年6月14日  | 隔週五 12:00上架   |
| 中天綜合台   | 臺灣   | 2021年10月18日 | 每週一至週五 20:00 |

## 演員列表

### 主要演員
| 演員   | 角色   | 介紹 | 登場集數 |
| 莊凱勛 | 王翔   | 37歲，假釋犯。 他對人親切，時常面帶笑容，像個陽光大男孩。媽媽和弟弟依靠他，他身邊的人對他的評價都很好，讓他充滿自信和樂觀。因為李曉君命案（其實真兇是王杰，他只是幫忙頂罪的），他被關進牢裡，斷送他十多年的青春。出獄時，他33歲，失去了陽光男孩的笑容，偽裝堅強，其實對未來感到一片茫然……，雖然被李春生綁架後被李春生狠踢了好幾下後送入醫院，保住了一條命，最後與沈雯青到李曉君被殺害的水池裡獻花，並到龍哥所開的清潔公司上班，也勤勉其他員工。 | 全劇     |
| 曹晏豪 | 王     | 30歲，王翔弟弟，汽車銷售員，殺害李曉君的真正兇手。 父親過世後，他凡事都以哥哥為榜樣，在哥哥離家的這段時間成為媽媽的倚靠。他努力念書、努力工作、孝順媽媽，一切依照哥哥的樣板在走，還交了一個深具典型優良女性特質的女朋友洪怡安，卻暗中與他的客戶唐娟有著不可告人的關係，最後唐娟被洪怡安殺害而讓洪怡安被關入牢裡（他疑似想要替洪怡安頂罪來弭補之前的過錯，但洪怡安自首而未能如願），卻無法面對洪怡安，整天酗酒度日。                           | 全劇     |
| 夏于喬 | 沈雯青 | 34歲，王翔大學女友，網路媒體記者。 大學時深愛著王翔，兩人是同學眼中公認的一對佳偶。雖然王翔深受女孩子喜愛，沈雯青仍然很信任他。李曉君命案發生，王翔將她推得遠遠的。王翔出獄，兩人再次相逢。雖然她已經有論及婚嫁的男朋友，但她心裡還是有王翔，當她知道王翔有麻煩上身，義無反顧的幫他。 | 2-13     |
| 蔡淑臻 | 唐娟   | 38歲，台商潘正修的太太。 外貌、身材姣好，嫁給大她將近20歲的潘正修。結婚後才發現，要跟一個17歲的女孩和難以親近的婆婆一起生活，實在是一件不太愉快的事。愛上王杰，並不在她的預期當中，但她沉溺在裡面，無法自拔，告訴洪怡安自己有身孕和即將與潘正修離婚的事，激怒了洪怡安，而被洪怡安以菸灰缸多次敲擊頭部而死。 | 全劇     |
| 林子熙 | 洪怡安 | 27歲，王杰的女朋友，旅行社上班。 乖巧、賢淑、溫柔、體貼……許多形容好女孩的形容詞都可以用在她身上，在王杰眼中，她是個很容易掌握的女孩，在飯店得知唐娟有身孕後，用菸灰缸多次敲擊唐娟的頭部讓唐娟死亡，王杰在飯店找到她時，手上還握著王杰送唐娟的項鍊，後來在警方偵訊時自首認罪而入獄。 | 1-6,8-13 |

### 其他演員
| 演員   | 角色          | 介紹 | 登場集數     |
| 隆宸翰 | 宋克帆        | 男，40歲，沈雯青的同事，記者。 積極、主動，有正義感，但有些多疑，喜歡掌控一切。深愛著沈雯青。 | 2-12         |
| 應采靈 | 范秀媛        | 60歲，王翔和王杰的媽媽，經營早餐店。 個性內斂，堅強。對兩個兒子愛是一樣的，心疼王翔，不放心王杰，她把所有的心思都寄託在孩子身上。 | 1-7,10-13    |
| 蔡瑞雪 | 李曉君        | 16歲。李春生的女兒，王杰的同班同學。 聰明、活潑，有點大而化之，青春洋溢的高中生。她很喜歡王翔，但不是男女朋友的那種，沒想到發生在與王翔表明關係後，不幸被王翔失手悶死。                                                                 | 1-8,10,12-13 |
| 羅光旭 | 李春生        | 58歲。李曉君的爸爸。 他是個嚴父，失去曉君後他變了，他規劃中的人生完全解體。他從憤怒、自責到絕望，他跟兒子和太太的關係漸漸形同陌路。王翔出獄，李春生埋藏已久的怨恨又再度興風作浪，一發不可收拾，綁架了王翔，但最後沒有殺了他，選擇釋懷。 | 6-13         |
| 顏毓麟 | 李柏皓        | 30歲。李曉君的哥哥，在教會工作。 以前很怕爸爸，在爸爸面前都很拘謹。對曉君的事，他很內疚，覺得自己有責任。有時他看著爸爸，對爸爸的孤單也十分不捨。                                                                                       | 7-13         |
| 金凱德 | 潘天愛        | 17歲，臺北育達高中學生，潘正修的女兒。 媽媽早逝，從小受到父親和奶奶的寵愛，生長在環境優渥的家庭中，要什麼有什麼，她難免有嬌氣和霸氣，但她是善良的，也頗有同情心，對同學是很大方的。                                                     | 1-7,10,12    |
| 李璇   | 潘奶奶        | 女，73歲，潘正修的媽媽。 舉止優雅，精明能幹的老太太。說話總是輕聲細語，不高興的時候就話中帶刺，常常讓人無法招架。 | 1-7,12       |
| 王道南 | 潘正修        | 唐娟的丈夫，台商。 個性穩重，為了生意時常來往兩岸，長時間不在家。很孝順，也很疼愛女兒；最愛的女人其實是過世的太太，經過十多年之後才再娶，對唐娟很好，卻放任女兒的任性，不願意積極協助唐娟改善與婆婆、與繼女之間的關係。                 | 6            |
| 許孟甯 | 陳芷玲        | 女，17歲，臺北育達高中學生，潘天愛的同學。 敏感、心思細膩，因為父母關係不好，她除了有很多青少年都有的叛逆之外，她很擅於用謊言來保護自己，讓人家看不清楚她，為自己製造神祕感，其實最需要關愛。                                           | 1-6,9-13     |
| 羅思琦 | 陳國雄        | 男，42歲，芷玲的父親。 從一個工地的工頭變成職業賭徒，會趁家裡沒人的時候，回家翻箱倒櫃找一點錢。和太太關係惡劣，他也希望自己能振作，可是老是怨時機不好。                                                                                 | 10-12        |
| 黃舒湄 | 呂淑芬        | 女，39歲，芷玲的媽媽。 因為嫁了一個不爭氣的先生，她必須要自立自強，打起精神上演全武行，捍衛她的家庭。 為了要找回失踪的女兒，與李春生合作綁架王翔逼使他說出芷玲的下落。                                                                  | 11-13        |
| 陳文山 | 張致遠        | 男，52歲，地方分局局長。 他是10多年前年讓王翔認罪的警察，有深刻的洞察力，敏銳的直覺。 | 1,3,7,12-13  |
| 廖欽亮 | 郭慶龍 (龍哥) | 王翔在牢中認識的朋友，出獄後開了一間清潔公司，王翔在潘家辭職後到了他的公司任職。 | 6,8-13       |
| 夏大寶 | 阿標          | 龍哥的手下，因強盜罪而經常受牢獄之苦，最終在超市行劫被擊斃。 | 6,8-10       |
| 吳昆達 | 老朱          | 王杰的同事，汽車銷售員，因欠債而在王杰面前自殺。 | 2,7          |
| 葉蕙芝 | 秀玉          | 范秀媛的早餐店的拍檔 |              |
| 黃玲   | 阿菊          | |              |
| 林玉山 | 莊勝雄        | |              |
| 陳品亦 | 王杰          | 王杰小時候。 |              |
| 沈昶宏 | 王翔          | 王翔小時候。 |              |

## 收視率

### 公共電視
| 集數 | 播出日期   | 標題 | 收視率 | 備註           |
| 1    | 2019/06/08 | 自由 | 0.87   | 平均收視率0.84 |
| 2    | 2019/06/08 | 秘密 | 0.81   | 平均收視率0.84 |
| 3    | 2019/06/15 | 偏盲 | 0.76   |                |
| 4    | 2019/06/15 | 感染 | 0.77   |                |
| 5    | 2019/06/22 | 失眠 | 0.82   |                |
| 6    | 2019/06/22 | 風箏 | 0.89   |                |
| 7    | 2019/06/29 | 皮囊 | 0.67   |                |
| 8    | 2019/06/29 | 失格 | 0.78   |                |
| 9    | 2019/07/06 | 負罪 | 0.75   |                |
| 10   | 2019/07/06 | 褪色 | 0.74   |                |
| 11   | 2019/07/13 | 甦醒 | 0.75   |                |
| 12   | 2019/07/13 | 困獸 | 0.83   |                |
| 13   | 2019/07/20 | 重生 | 0.62   |                |

## 電視原聲帶
| 曲序 | 曲目               |        | 作曲   | 演唱   |
| ---- | ------------------ | ------ | ------ | ------ |
| 1.   | 一筆勾銷（片頭曲） | 陳宏宇 | 蕭煌奇 | 蕭煌奇 |
| 2.   | 日常（片尾曲）     | 黃奇斌 | 黃奇斌 | 茄子蛋 |

## 獎項
| 頒獎典禮     | 獎項             | 入圍者     | 結果 |
| 第55屆金鐘獎 | 戲劇節目獎       | 戲劇節目獎 | 提名 |
| 第55屆金鐘獎 | 戲劇節目男主角獎 | 莊凱勛     | 提名 |
| 第55屆金鐘獎 | 戲劇節目男配角獎 | 曹晏豪     | 提名 |
| 第55屆金鐘獎 | 戲劇節目女配角獎 | 蔡淑臻     | 獲獎 |
| 第55屆金鐘獎 | 戲劇節目編劇獎   | 楊念純     | 提名 |
| 第55屆金鐘獎 | 最具潛力新人獎   | 夏大寶     | 提名 |

## 外部連結
- 公視官方網站
- 《噬罪者》 （页面存档备份，存于）－公視+
- 噬罪者的Facebook專頁
- 在Netflix上觀看《噬罪者》
- 《噬罪者》 （页面存档备份，存于）－friDay影音
- 《噬罪者》 （页面存档备份，存于）－myVideo

| 臺灣 公視主頻 每週六 21:00 - 23:00        | 臺灣 公視主頻 每週六 21:00 - 23:00     | 臺灣 公視主頻 每週六 21:00 - 23:00 |
| ----------------------------------------- | -------------------------------------- | ---------------------------------- |
|                                           | 噬罪者 （2019年6月8日－2019年7月20日） |                                    |
| 生死接線員 （2019年5月4日－2019年6月1日） | 苦力 （2019年7月27日－2019年11月9日）  |                                    |

| 臺灣 中天綜合台 每週一至週五 20:00 - 21:00                                    | 臺灣 中天綜合台 每週一至週五 20:00 - 21:00 | 臺灣 中天綜合台 每週一至週五 20:00 - 21:00 |
| ----------------------------------------------------------------------------- | ------------------------------------------ | ------------------------------------------ |
|                                                                               | 噬罪者 （2021年10月18日－2021年11月3日）   |                                            |
| 綜藝大熱門 （2021年1月6日－2021年10月15日） （10月18日起，改為19:00 - 20:00） | 麻醉風暴2 （2021年11月4日－）              |                                            |